# Tetracanthella antoni
Tetracanthella antoni är en urinsektsart som beskrevs av Potapov 1997. Tetracanthella antoni ingår i släktet Tetracanthella och familjen Isotomidae. Inga underarter finns listade i Catalogue of Life.